# Juan Ramírez de Velasco
Juan Ramírez de Velasco nacido como Juan Ramírez de la Piscina de Velasco y Ábalos (Estollo, La Rioja, Corona de Castilla, 1539–Santa Fe, Virreinato del Perú, febrero de 1597) era un hidalgo que fue militar, explorador, conquistador y colonizador español. Perteneció a una tradicional y distinguida familia de la cual la Corona española eligió a algunos de sus miembros como administradores. Prestó servicio en campañas militares en España durante treinta años.
Fue nombrado gobernador del Tucumán entre 1586 y 1593. Ejerciendo dicho cargo, se dedicó a pacificar a los indígenas diaguitas y calchaquíes, además de establecer asentamientos permanentes en esa región. En 1591 fundó la ciudad de Todos los Santos de la Nueva Rioja, actualmente conocida simplemente por La Rioja dejando a Blas Ponce como autoridad cuando finalizaron las formalidades. En 1592 fundó Madrid de las Juntas —que en 1609 sería fusionada con los habitantes de Esteco Vieja y trasladadas a la nueva ciudad de Talavera de Madrid de Esteco Nueva— y en 1593 dio el permiso para erigir a San Salvador de Jujuy. Su mandato marcó el comienzo del firme control de España en la zona del Tucumán, y estimuló la introducción de ganado, creó estancias y alentó la colonización hispana en la región.
Posteriormente fue designado en 1594 como gobernador del Río de la Plata y del Paraguay. Imposibilitado de asumir sus responsabilidades de inmediato, delegó la autoridad en el gobernador tucumano Fernando de Zárate. Este último ejerció ambos cargos hasta que lo suplantara en la gobernación Bartolomé Sandoval y Ocampo en julio de 1595, en la espera de que Ramírez de Velasco pudiera ocupar su puesto, hecho que ocurrió a finales del citado año hasta diciembre de 1596, fecha en que sucedió el mando al criollo Hernando Arias de Saavedra.

## Biografía hasta el viaje a la Sudamérica española

### Origen familiar y primeros años
Juan Ramírez de Velasco nació en 1539 en el pueblo de Estollo, ubicado en el valle de San Millán de la Cogolla, en La Rioja, que formaba parte de la Corona de Castilla. Fueron sus padres Juan Ramírez de la Piscina y Ábalos (n. Ocón de La Rioja, 1510) —hijo a su vez de Pedro Ramírez de la Piscina y de María de Ábalos— y María de Velasco de la Calle  (n. 1520), cuya filiación se desconoce.
Fue un militar de carrera proveniente de una familia noble: de la Divisa, Solar y Casa Real de la Piscina y de la Casa de Velasco, que contaba con la confianza de la monarquía. Además su primo segundo Luis de Velasco y Castilla, fue el sucesivo virrey de Nueva España, desde 1590 hasta 1595 y de 1607 a 1611, y del Perú desde 1596 hasta 1604.

### Carrera militar en Europa
En 1555 se incorporó al ejército español en Italia, con solo 16 años de edad, en donde participó del asalto a Roma y en las batallas de Siena, Milán y Flandes, donde estuvo doce años combatiendo. También formó parte de la conquista de Portugal y contra los moros en Granada, al lado de Juan de Austria. En Italia estuvo durante treinta años en las campañas militares españolas. Además tenía realizada una docena de viajes a las Indias.

### Llegada a América y cargos de gobierno
Tan brillantes antecedentes motivaron que el rey Felipe II de España lo designara gobernador del Tucumán el 20 de marzo de 1584, cuando tenía 45 años de edad. Estaba casado con Catalina de Ugarte y Velasco, que pertenecía a una muy ilustre familia sevillana, y ya tenían tres hijos en España. Una vez en Sudamérica nacerían los dos menores en la ciudad de Santiago del Estero. Ellos fueron: Juan, Pedro, Ana María, Isabel y Lorenza.
Los tremendos desaciertos del licenciado Hernando de Lerma, como así también los de algunos inoperantes funcionarios que habían estado al frente de la gobernación, habían llegado a conocimiento del rey, quien para enmendarlos y evitar que se repitiesen, optó por elegir a uno de sus más nobles y dignos súbditos, quien tenía en sus venas sangre real.
Asimismo, y para evitar que se cometiesen excesos con el gobernador designado, como ya los hubo con Jerónimo Luis de Cabrera, el rey Felipe II decidió "blindarlo", dándole una mayor protección. A tales efectos, desde su Palacio de San Lorenzo de El Escorial, el 27 de marzo de 1584 dictó una real cédula dirigida a los virreyes, a los presidentes y oidores de las reales audiencias del Perú durante el gobierno de Ramírez de Velasco, para que ellos supiesen que él venía con provisión directa de Su Majestad a servir el cargo de gobernador de la «Provincia del Tucumán», y que debían abstenerse de quitarle el gobierno, ni removerlo, ni enviarle funcionario o juez alguno a tomarle residencia, sin que primero se le informara al rey de las causas que pudieran ocasionar se tomara tal provisión.
Ramírez de Velasco ocupó la gobernación tucumana desde 1586 hasta 1593. En el año 1594 fue nombrado como gobernador y capitán general del Río de la Plata y del Paraguay, cuyo mando lo tendría hasta el 7 de diciembre de 1596.

## Gobernador del Tucumán (1586-1593)
El gobernador Juan Ramírez de Velasco llegó a Santiago del Estero, capital de la gobernación, y asumió el 15 de julio de 1586. Llegó acompañado de un numeroso séquito, su familia, 32 personas de la casa, 45 soldados, 150 indígenas que estaban en Charcas pero pertenecían al Tucumán, un fraile teatino (el padre Alonso de Barzana) y muchos amigos hijosdalgos y nobles; entre ellos Fernando de Toledo y Pimentel, bisnieto de reyes de España, Francisco de Argañarás y Murguía, Iñigo Ramírez, Pablo de Guzmán, entre otros.
En este emprendimiento el nuevo gobernador había empeñado más de diez mil ducados y los cuatro mil que obtuviera de la venta de su casa. En La Plata se le agregaron muchos que estaban allí exiliados por culpa de Hernando de Lerma. En las averiguaciones previas a su viaje para asumir la gobernación, Ramírez de Velasco se había informado que, a diferencia de lo que había ocurrido en el Perú, Charcas y Chile, donde se habían establecido desde el comienzo de la conquista numerosas personalidades provenientes de las principales familias de España, en el Tucumán penetraron en los primeros años muy pocas personas de familias tradicionales españolas. La gran mayoría de lo arribados fueron soldados y guerreros que venían en busca de lo que en la península no tenían: fortuna, posición social y política. Esta circunstancia fue rápidamente advertida por el nuevo gobernador, quien se propuso mejorar esta situación, y a tales efectos invitó a un grupo de personalidades que él denominaba "gente principal" para que lo acompañaran.

### Recepción
Ramírez de Velasco puso lo mejor de sí para mejorar la moral y materialmente a la provincia. Su llegada a Santiago del Estero significó una gran recepción. A una cuadra de la plaza principal se construyó un arco triunfal de ramas adornado con flores que cubría el ancho de la calle. En las puertas y ventanas de las viviendas de la calle por la cual ingresaría el nuevo gobernador colgaron imágenes religiosas. Cuando arribó Ramírez de Velasco, el alcalde acompañado de los vecinos principales, se adelantó a darle la bienvenida y le suplicó prestar el juramento habitual. Tras prestar el juramento, se trasladaron a la Iglesia Catedral. Hubo un Tedeum, tañido de campanas, descarga de fusilería y fue un día de fiesta, que se extendió hasta la noche, en que los vecinos iluminaron los frentes de sus viviendas ubicadas alrededor de la plaza principal.

### Medidas de gobierno
Apenas llegado a Santiago del Estero, el gobernador dispuso el inicio del juicio de residencia contra el exgobernador Hernando de Lerma. También inició juicios en contra de algunos colaboradores del saliente, como ser Antonio de Mirabal, que se había desempeñado como teniente general de la gobernación; Manuel Rodríguez Guerrero, procurador general; Gerónimo García de la Jara, tesorero de la Real Hacienda; sus cuñados: Farfán de los Godos y Juan Rodríguez Pinazo, al Licenciado Bocanegra, al capitán Garci Sánchez, a Francisco Jiménez de Alarcón, a Antonio de Heredia, a Bartolomé de Sandoval y a Antonio de Robles. Otro proceso voluminoso y prolongado en su tramitación fue el promovido en contra de Lerma por Juan de Abreu y Figueroa, hijo del exgobernador tucumano Gonzalo de Abreu y Figueroa a quien Lerma le hizo dar muerte con horribles tormentos.
A los dos días de su llegada comenzaron los conflictos entre el gobernador y el obispo Francisco de Victoria. Intercambiaron mutuas acusaciones, habiendo llegado el obispo a excomulgarlo en dos oportunidades en los primeros cinco meses de su convivencia.
Entre las medidas que tomó fue el combatir el amancebamiento de españoles con indígenas. Ello provocó que muchos españoles que se encontraban incursos en esa situación abandonaran la ciudad y se internaran en los montes. Hubo casos en que desterró a los acusados a Salta y a otros lugares; y a otros los obligó a casarse. No faltaron casos en que era el propio obispo Victoria quien apañaba esas situaciones, irregulares para entonces. Y de un caso puntutal de un vecino que le firmó una obligación de 5000 pesos al señor obispo para que le arreglase su situación ante el gobernador y se lo dejase en paz como vivía.
Resolvió con mucha prudencia y sabiduría muchos asuntos de gobierno que estaban pendientes, lo que acrecentó su prestigio. Creó los capitanes de campo y los alcaldes de la Santa Hermandad, a manera de policía rural y de la protección de los caminos. Ocurre que los mismos se encontraban lleno de ladrones y la campaña era insegura, por falta de autoridad. Mandó a abrir canales de irrigación y construir atahonas.
El 1 de diciembre de 1586 el gobernador Ramírez de Velasco le manifestaba al rey que halló pobladas en el Tucumán cinco ciudades y le expresaba la necesidad de poblar las tierras comprendidas entre los Valles Calchaquíes y Chile.
Ramírez de Velasco pacificó a los diaguitas y a los calchaquíes. Debió enfrentar el levantamiento de estos últimos liderados por el cacique Viltipico. La eficacia de la campaña de Velasco estuvo centrada en su sólida disciplina militar que lo llevó a guiar sus tropas por un terreno inexplorado, sin detenerse ante las inundaciones de la época estival ni ante la fatiga de sus hombres. Esto le permitió ejecutar ataques por sorpresa desbandando a los calchaquíes que, dispersos por las serranías, debieron esperar las propuestas de paz del vencedor.
Realizó una nueva fundación de la ciudad de Londres de la Nueva Inglaterra, anteriormente fundada en 1558 por Juan Pérez de Zurita y destruida por los aborígenes. Tras la fundación encomendó el gobierno a Blas Ponce.
En 1587, el gobernador insistió ante el rey en una carta para que no dejase de recomendar a los gobernadores del Brasil, y del puerto de Buenos Aires, que "tengan en cuenta de avisar a Buenos Aires de cualquier navío de mal hacer que descubrieran", para que desde Buenos Aires diesen la noticia a Córdoba y desde esta ciudad le avisasen inmediatamente a Santiago del Estero. Luego él se encargaría de transmitir esa noticia a La Plata en quince días y de allí a Lima. De esta manera ningún barco avistado en Brasil podría llegar a Chile o al Perú sin que lo esperasen en esas costas. Esta propuesta fue del agrado del Consejo de Indias, que le agradeció el cuidado que tenía.
En 1589 donó un terreno para que los jesuitas levantaran su casa.
En otra carta al rey del 1 de enero de 1590, el gobernador se quejó del obispo y de la falta de sacerdotes en la provincia. En ese mismo año, Ramírez de Velasco gestionó ante el rey la autorización para trasladar la ciudad de Santiago del Estero unas 20 o 25 leguas río arriba, atento que habían transcurrido dos años sin que las aguas del río bañaran terrenos aptos para la siembra. Proponía además el traslado porque las crecientes del río habían socavado de tal manera su lecho que ya no era posible sacar una nueva acequia; y "para que los vecinos pudiesen construir casas perpetuas y en tierra en que no haya salitre, como lo hay en esta ciudad, que a cuatro años no hay casas en que se pueda vivir", según describía el gobernador.

## Fundador de la ciudad de La Rioja y crisis económica tucumana

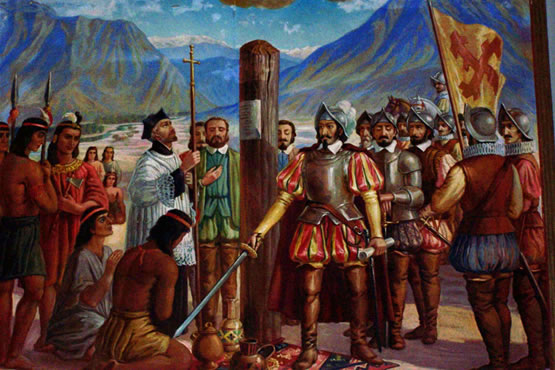
Fundación de la ciudad de La Rioja, Argentina, el 20 de mayo de 1591 por Juan Ramírez de Velasco.

Para la fundación de la ciudad de La Rioja, lo primero que hizo Ramírez de Velasco fue solicitar apoyo económico a Blas Ponce, uno de los más antiguos vecinos del Tucumán y rico encomendero. Con él firmó un convenio en enero de 1591, en los siguientes términos: Ponce acompañaría al gobernador, aportaría 6000 pesos, ropa de trabajo, cabalgaduras, herramientas, herrajes, 50 bueyes para la labranza de la tierra, 2000 cabras y 1000 carneros para alimentación de los integrantes de la expedición, tomaría a su cargo la contratación de un sacerdote pagándole todos sus gastos; más los ornamentos, vino y cera de la futura iglesia.
Se construiría un fuerte para protección de la ciudad y el gobernador proveería pólvora y munición. A cambio de esas obligaciones, Blas Ponce sería designado teniente general de la gobernación, lugarteniente y justicia mayor de la nueva ciudad, quedaba autorizado para efectuar el repartimiento de las encomiendas y conceder mercedes de tierras, sin limitación alguna.
Tendría para sí una nueva encomienda en la nueva ciudad sin la obligación de vecindad, ya que seguiría disfrutando del repartimiento que poseía ya en Santiago del Estero, ciudad de la cual era vecino feudatario. Se le otorgarían estancias y mercedes de tierra vecinas a las minas que se descubriesen, el derecho a instalar molinos, uno en la ciudad y otro en las tierras en las que se siembren para sustentar a los trabajadores de las minas; y derechos sobre la explotación de las minas.
El gobernador conformó un contingente con vecinos de Santiago del Estero, San Miguel de Tucumán, Córdoba y Potosí. La expedición fundadora partió desde Santiago del Estero al mando del gobernador Ramírez de Velasco con rumbo al oeste, hacia la actual provincia de Catamarca, en dirección al valle de los diaguitas, a fines de marzo de 1591. Acompañaban al gobernador el maestre de campo Blas Ponce, el hijo homónimo del gobernador como alférez general, el sacerdote Baltasar Navarro y Luis de Hoyos, como escribano de actuación. Integraban el contingente 70 hombres montados, unos 750 caballos de guerra y carga, un convoy de 14 carretas tiradas por bueyes, 4000 cabezas de ganado menor (ovejas, carneros y llamas). Los acompañaban unos 400 aborígenes amigos.
La parte más dura de la travesía fue el cruce de la cuesta del Totoral, como se la denomina hoy. Al otro lado del mismo se encontraba el valle de Catamarca, donde los españoles ya poseían encomiendas de indígenas.
Avanzando hacia el sur, el 10 de mayo de 1591 llegaron al lugar que los naturales denominaban Yacampis. Previa consulta con los indígenas de la zona sobre la conveniencia del lugar y por cierto que con Blas Ponce, eligieron el sitio donde fundar la nueva ciudad. El mismo tenía agua, pasto y leña. Se procedió entonces con las formalidades, haciendo pasear el estandarte real donde sería la plaza mayor, se clavó en ella el rollo y se declaró fundada la ciudad el 20 de mayo de 1591 a la que se le puso el nombre de Ciudad de Todos los Santos de la Nueva Rioja. Se designaron a los funcionarios del Cabildo, se les recibió el juramento, les dio posesión de sus oficios o cargos y se ofició una misa a cargo del sacerdote Navarro; se distribuyeron las parcelas para los pobladores y las órdenes religiosas. Finalmente, el gobernador emprendió el regreso a Santiago del Estero, dejando allí a 51 españoles y un cura. Todo el viaje y fundación de la ciudad fueron debidamente cronicados por el escribano Luis de Hoyos.
Se nombró teniente de gobernador al maestre de campo Blas Ponce y se organizó el primer Cabildo, siendo designados alcaldes Pedro López de Centeno y Francisco Maldonado de Saavedra.

### Epidemia de viruela y dificultades económicas
En ese mismo año, una terrible epidemia de viruela azotó la provincia del Tucumán, siendo sus principales afectados los aborígenes. Para entonces hubo un alza de los precios, respecto de los que se pagaban hasta entonces. Las telas de vestir eran importadas desde Potosí y Chile. Los artículos utilizados para la guerra también sufrieron incrementos, inclusive los viajes al Perú. Las encomiendas de Soconcho y Manogasta, pertenecientes a la Corona Real y cuya explotación ayudaban con los gastos de la gobernación, habían quedado reducidas de 800 a 280 indígenas. Bienes fiscales no existían, minas de oro y plata no se habían descubierto. La producción de algodón era muy baja, por los malos años y la falta de brazos.
Surgieron conflictos con la Real Audiencia de Charcas, ya que a veces, contrariando sus propias disposiciones, le negaba ayuda a la provincia del Tucumán, protegiendo a sus enemigos. Los contrabandistas y aventureros tenían sus contactos y protectores en la Audiencia y Ramírez de Velasco sentía que se le trababa su misión. Desde el comienzo no se le abonaba su sueldo de gobernador. El alguacil de la Real Audiencia, Francisco de Arévalo, era el instrumento de ese tribunal para hostilizar al gobernador.
Como medidas económicas para enfrentar la crisis, Ramírez de Velasco introdujo el ganado, fundó estancias y alentó el asentamiento de familias españolas. Prohibió la exportación de ganado, lana, cera, cordobanes e indígenas. Mientras, la Audiencia de Charcas desconoció esa resolución y expidió cartas autorizando las exportaciones que el gobernador prohibía en su jurisdicción. Algunas personas lograron de esta manera exportar bienes al Perú, donde los vendían a altos precios. El alguacil de la Real Audiencia de Charcas, Arévalo Briceño, era quien protegía ese tráfico clandestino.
Prohibió que salieran indígenas hacia el Perú ya que la gobernación se estaba despoblando. Unos 4000 indígenas habían sido cambiados allí por mercaderías. Tampoco se debía exportar ganado. Esto último provocó cruces con el obispo, ya que él fue quien instauró ese comercio. Dispuso que a los indígenas que realizaban trabajos en las casas de la ciudad debían abonársele por los mismos. Ordenó que las encomiendas de Soconcho y Manogasta, que eran pertenencia de los gobernadores, pasara a ser tributarias de la Corona.
Todas las prohibiciones produjeron los resultados esperados, ya que la existencia del ganado vacuno, mular, caballar, lanar, y cabrío habían aumentado considerablemente.

### Creación de paraderos
El camino hacia el Perú era largo, casi 400 leguas, y únicamente existían cuatro pueblos de españoles. Para evitarles tantas penurias a los viajeros, Ramírez de Velasco dispuso la construcción de paraderos y tambos en forma escalonada, cada 8 leguas, en toda la extensión del trayecto. Los tambos eran en realidad creación de los incas, en los que había agua, corrales, animales y lugar para descansar y alimentarse.
Atento que en las ciudades no existían alojamientos para los viajeros, el gobernador dispuso que las autoridades dieran alojamiento y se establecieran posadas o mesones en todas las ciudades. El Cabildo dispuso alquilar una de las habitaciones de la planta baja de su edificio a tales efectos.

### Solución al concubinato
La Iglesia se quejaba de la relajación, denunciando que el concubinato era lo normal. Ocurre que los españoles habían traído pocas mujeres desde la península. Y como había que poblar el territorio, se resolvió que los hijos habidos por españoles con indígenas fueran declarados españoles por el rey. A varios españoles los procesaron por el delito de estupro.
Se intentó paliar esta situación trayendo desde Chile y Perú a hijas de conquistadores, solteras, pobres, huérfanas y sin familia. Los hombres de entonces no contraían matrimonio, de modo que si ellas querían mejorar su suerte, se veían obligadas a renunciar a su virtud. En la gobernación había unas 60 doncellas pobres, casi abandonadas. Velasco hizo casar a 10 de ellas en Santiago del Estero, otras en Salta y para el resto hizo construir un monasterio donde ellas pudieran recogerse.

### Fundador de la efímera Madrid de las Juntas
En 1592 el gobernador fundó la «Villa de Nueva Madrid» o Madrid de las Juntas, frente a la unión de los ríos Pasaje y Piedras, a 22 leguas de Salta, en el actual departamento Metán. Esta población duró poco tiempo, ya que posteriormente sus vecinos y los de Talavera que se encontraban desamparados, de común acuerdo decidieron trasladarse a dos leguas al oeste y llamaron a la nueva villa Talavera de Madrid, aunque prevaleció el nombre de Esteco.
En una carta al rey del 8 de abril de 1592, Ramírez de Velasco le informa que dejó 30 hombres en esa ciudad y partió con otros 50 a la conquista de la tierra que, según le habían dicho, era rica en oro, plata y azogue.
El virrey Francisco de Toledo había dado la orden de poblar el norte de la gobernación. Hernando de Lerma había fundado Salta. Ramírez de Velasco había elegido el sitio donde se alzaron Nieva y San Francisco de Álava.

## Orden para fundar San Salvador de Jujuy y juicio de residencia
La ciudad de Nieva fue fundada por Gregorio de Castañeda el 20 de agosto de 1561, por disposición de Juan Pérez de Zurita, gobernador del Tucumán, en el lugar donde actualmente se emplaza el barrio ciudad de Nieva de la capital jujeña. La segunda ciudad se llamó San Francisco de la Nueva Provincia de Álava, y fue fundada el 13 de octubre de 1575 por Pedro Ortiz de Zárate, en la unión de los ríos Grande y Xibi Xibi. La causa del fracaso de ambas fundaciones fue fundamentalmente que estaban alejadas de los otros centros de población españoles.
Para fundar la nueva ciudad, Ramírez de Velasco había designado al capitán Pedrero de Trejo, pero como este se demoraba por no encontrar gente que lo acompañara, ese honor fue solicitado por el capitán Francisco de Argañarás y Murguía, a lo que accedió Pedrero al ceder los derechos y más tarde el gobernador Ramírez de Velasco.
El 19 de abril de 1593, Argañarás y Murguía fundó la ciudad de San Salvador de Velasco en el Valle de Jujuy, en donde actualmente está ubicada la plaza Belgrano. El compromiso que asumía Argañarás era elegir el mejor sitio, fundarla y sostener la población durante al menos seis años. Invirtió mucho dinero, suyo y de amigos, 30 hombres, caballos, 18 carretas de bastimentos y animales.

### Fin del mandato
El mandato de Ramírez de Velasco terminaba en julio de 1590 y el rey Felipe II ya había elegido a su sucesor, firmando inclusive su designación el 18 de enero de 1589. Se trataba de Agustín de Cepeda y Ahumada, hermano carnal de Santa Teresa de Jesús. Pero ocurrió que el nuevo gobernador falleció inesperadamente sin hacerse cargo, durante su viaje a Lima.
En 1593, al entregar el gobierno a Fernando de Zárate, Ramírez de Velasco fue sometido a juicio de residencia. Se le dio el más honroso final que se haya dado a un gobernador en las Indias. Del informe final surge que pobló para el rey tres ciudades y evangelizó 200 000 almas aborígenes, todo sin gastar un real de la Corona. Y que descubrió la mayor riqueza de minas de plata que hay en las Indias, las minas de Famatina en La Rioja.
En carta al rey, fechada en 30 de octubre de 1594, Ramírez de Velasco pide que le paguen su salario y que le otorguen algunas mercedes para que pueda pagar sus deudas. Que habiendo gastado toda su hacienda en poblar las ciudades del Tucumán, carece de fondos para regresar a España "a besar los pies de Su Majestad" por lo pobre y adeudado que ha quedado. Concluye su carta diciendo que dejó a su mujer, tres hijas y un hijo en casa de un vecino comiendo de limosna.
La gestión de Velasco en el actual territorio argentino se caracterizó por su bondad, su furiosa voluntad de fundar ciudades y su enorme visión de progreso: gracias a él España se hizo firme en el gobierno de esas dilatadas geografías.

## Gobernador del Río de la Plata y del Paraguay (1595-1597) y deceso
Designaron a Juan Ramírez de Velasco en el año 1594 como gobernador del Río de la Plata y del Paraguay, pero imposibilitado de asumir sus responsabilidades de inmediato delegó la autoridad en el gobernador tucumano Fernando de Zárate que ejerció ambos cargos hasta que lo suplantara en la gobernación Bartolomé Sandoval y Ocampo, en julio de 1595, en la espera de que Ramírez de Velasco pudiera ocupar el cargo. Finalmente asumió la gobernación rioplatense-paraguaya desde finales de 1595 hasta el 7 de diciembre de 1596.

### Abandono del cargo y creación de ordenanzas
Dejó en el mando al criollo Hernando Arias de Saavedra, para preparar unas ordenanzas relacionadas con el gobierno y el trato aborigen, que fueron terminadas el 11 de enero del siguiente año en la Real Audiencia de Charcas, por lo cual se dirigió a Buenos Aires a finales de dicho mes para ponerlas en marcha en la gobernación pero enfermó a su paso en la primera Santa Fe, por lo que le sería imposible aplicarlas.

### Fallecimiento
Finalmente el gobernante colonial e hidalgo Juan Ramírez de Velasco falleció en el primer emplazamiento de la actual ciudad de Santa Fe en febrero de 1597, cuando se dirigía desde Charcas hacia Buenos Aires.

## Matrimonio y descendencia

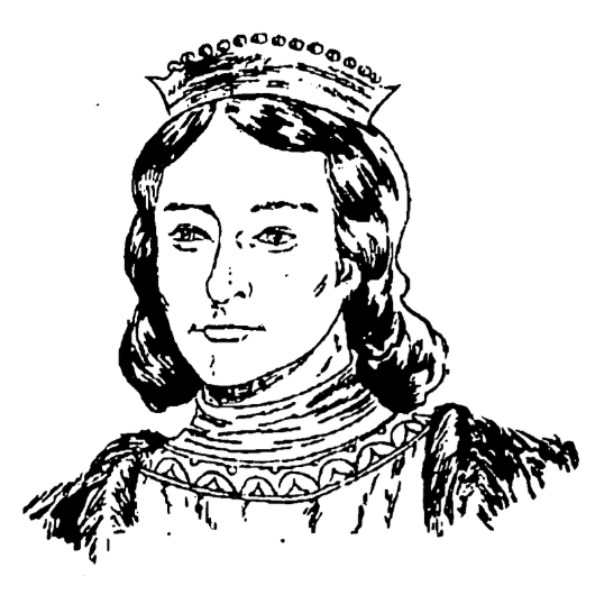
Retrato de Catalina de Ugarte y Velasco

Juan Ramírez de Velasco se había unido en matrimonio hacia 1572 en Sevilla con Catalina de Ugarte y Velasco (n. Sevilla, ca. 1550), siendo sus padres el licenciado Pedro Santiago de Ugarte (n. ca. 1530) y Ana de Velasco (n. ca. 1520), y con quien tuvo a cinco hijos:
- Juan Ramírez de Velasco y Ugarte "el Mozo"[23] (Sevilla, 1570-Famatina, 1592) quien pasara a Sudamérica con su familia en 1584 y posteriormente acompañara a su padre en la conquista de Famatina de la gobernación del Tucumán, cayendo muerto en la misma. Se había casado con Ana Gutiérrez de Rivera pero no tuvieron hijos.[23]

- Pedro Ramírez de Velasco y Ugarte[23] (n. ib., 1575) que pasó a los Reinos de Indias siendo muy pequeño con su padre en 1584 y lo dejó en Lima como paje del virrey Luis de Velasco y Castilla, más tarde se transformó en encomendero de Famatina y en 1608 fue asignado como teniente de gobernador de La Rioja.[23]

- Ana María Ramírez de Velasco y Ugarte[24][23][25] (n. ib., 26 de agosto de 1583) que se unió dos veces en matrimonio, en primeras nupcias con su tío Íñigo Ramírez de Velasco,[23] teniente de gobernador general de Córdoba de 1592 hasta 1593[26] y teniente de gobernador general de Asunción desde enero de 1596,[27] pero tras enviudar sin hijos, se enlazó en segundas nupcias en la ciudad de Santiago del Estero[23] el 21 de mayo de 1604[28] con el maestre de campo general Alonso II de Herrera y Guzmán,[24][23][25][29] caballero de las órdenes de Santiago[29][25] y de San Juan, encomendero de Tatingasta de La Rioja tucumana y teniente de gobernador de Santiago del Estero, cuyos padres fueran Alonso de Herrera y Guzmán (Salamanca, 1540-Veracruz, Virreinato de Nueva España, ca. 1589) y María de Castro Polanco (n. Sevilla, entre mayo y 19 de agosto de 1553)[29] y por lo tanto un descendiente paterno de la Casa de Medina Sidonia. Del enlace entre ambos hubo catorce hijos, siendo el tercero el homónimo Alonso III de Herrera y Guzmán[30][31] (n. ca. 1610) quien fuera teniente de gobernador general de Córdoba desde 1636 hasta 1637 y de 1656 a 1659,[31] el séptimo era el capitán Pedro de Herrera y Velasco[25][32][33] que fundara el pueblo tucumano de San Isidro de Valle Viejo en 1668, siendo nombrado como su primer alcalde,[32] y que se casó con Juana de Cabrera y Sanabria Saavedra,[33] la novena María de Alí de Castro Polanco que se enlazó con Sancho de Paz y Figueroa Cabrera, la décima Lorenza de Ugarte Ramírez de Velasco y Herrera que se matrimonió con el sargento mayor Pedro de Cabrera y Villarroel, el decimoprimero era el sargento mayor Diego de Herrera y Guzmán, que fuera teniente de gobernador de La Rioja hacia 1655,[34] el decimosegundo Felipe de Herrera y Guzmán que se enlazó con Isabel de Tapia Rengel,[24] y la decimotercera Isabel de Herrera y Velasco que se unió en matrimonio con Pedro Luis de Navarrete y Cabrera.[35]

- Isabel Ramírez de Velasco y Ugarte (n. Santiago del Estero, ca. 1585)[23] que hacia 1600 seguía soltera.

- Lorenza Ramírez de Velasco y Ugarte (n. ib., ca. 1587)[23] que se casó hacia 1608 con Diego Méndez de Carvajal y tuvieron una sola hija:

- Antonia de Velasco y Carvajal que se enlazó con Jerónimo Luis III de Cabrera y Saavedra (Córdoba, ca. 1610 - ib., 1699) y quienes tendrían ocho hijos: 1) José de Cabrera y Velasco (ib., ca. 1644 - ib., e/ enero y marzo de 1713) casado desde 1670 con su prima segunda Antonia de Navarrete y Velasco. 2) María Rosa. 3) Fernando que se enlazó con María de Solórzano. 4) Francisco Luis. 5) Isabel. 6) Josefa. 7) Francisco. 8) Ana de Cabrera Velasco.

## Ancestros
| \| \| \| \| \| \| \| \| \| \| \| \| \| \| \| \| \| \| \| \| 16. Juan de la Piscina y Londoño (hijo de Martín Ramírez de la Piscina, X señor de Montoria y del palacio de Ábalos, y X patrono de la Divisa, Solar y Casa Real de la Piscina) \| \| \| \| \| \| \| \| \| \| \| \| \| \| \| \| \| \| \| \| \| \| \| \| \| \| \| \| \| \| \| \| \| \| \| \| \| \| \| \| \| \| \| \| \| \| \| \| \| \| \| \| \| \| 8. Martín de la Piscina \| \| \| \| \| \| \| \| \| \| \| \| \| \| \| \| \| \| \| \| \| \| \| \| \| \| \| \| \| \| \| \| \| \| \| \| \| \| \| \| \| \| \| \| \| \| \| \| \| \| \| \| \| \| 17. Ocenda Díaz de Ábalos \| \| \| \| \| \| \| \| \| \| \| \| \| \| \| \| \| \| \| \| \| \| \| \| \| \| \| \| \| \| \| \| \| \| \| \| \| \| \| \| \| \| \| \| \| \| \| \| \| \| \| \| \| \| 4. Pedro de la Piscina \| \| \| \| \| \| \| \| \| \| \| \| \| \| \| \| \| \| \| \| \| \| \| \| \| \| \| \| \| \| \| \| \| \| \| \| \| \| \| \| \| \| \| \| \| \| \| \| \| \| \| \| \| \| 18. N. de la Piscina \| \| \| \| \| \| \| \| \| \| \| \| \| \| \| \| \| \| \| \| \| \| \| \| \| \| \| \| \| \| \| \| \| \| \| \| \| \| \| \| \| \| \| \| \| \| \| \| \| \| \| \| \| \| 9. Juana de la Piscina \| \| \| \| \| \| \| \| \| \| \| \| \| \| \| \| \| \| \| \| \| \| \| \| \| \| \| \| \| \| \| \| \| \| \| \| \| \| \| \| \| \| \| \| \| \| \| \| \| \| \| \| \| \| 19. NN. \| \| \| \| \| \| \| \| \| \| \| \| \| \| \| \| \| \| \| \| \| \| \| \| \| \| \| \| \| \| \| \| \| \| \| \| \| \| \| \| \| \| \| \| \| \| \| \| \| \| \| \| \| \| 2. Juan Ramírez de la Piscina y Ábalos \| \| \| \| \| \| \| \| \| \| \| \| \| \| \| \| \| \| \| \| \| \| \| \| \| \| \| \| \| \| \| \| \| \| \| \| \| \| \| \| \| \| \| \| \| \| \| \| \| \| \| \| \| \| 10. N. de Ábalos \| \| \| \| \| \| \| \| \| \| \| \| \| \| \| \| \| \| \| \| \| \| \| \| \| \| \| \| \| \| \| \| \| \| \| \| \| \| \| \| \| \| \| \| \| \| \| \| \| \| \| \| \| \| 5. María de Ábalos \| \| \| \| \| \| \| \| \| \| \| \| \| \| \| \| \| \| \| \| \| \| \| \| \| \| \| \| \| \| \| \| \| \| \| \| \| \| \| \| \| \| \| \| \| \| \| \| \| \| \| \| \| \| 11. NN. \| \| \| \| \| \| \| \| \| \| \| \| \| \| \| \| \| \| \| \| \| \| \| \| \| \| \| \| \| \| \| \| \| \| \| \| \| \| \| \| \| \| \| \| \| \| \| \| \| \| \| \| \| \| 1. Juan Ramírez de Velasco, XVII gobernador del Tucumán y XXIII gobernador del Río de la Plata y del Paraguay \| \| \| \| \| \| \| \| \| \| \| \| \| \| \| \| \| \| \| \| \| \| \| \| \| \| \| \| \| \| \| \| \| \| \| \| \| \| \| \| \| \| \| \| \| \| \| \| \| \| \| \| \| \| 24. \| \| \| \| \| \| \| \| \| \| \| \| \| \| \| \| \| \| \| \| \| \| \| \| \| \| \| \| \| \| \| \| \| \| \| \| \| \| \| \| \| \| \| \| \| \| \| \| \| \| \| \| \| \| 12. \| \| \| \| \| \| \| \| \| \| \| \| \| \| \| \| \| \| \| \| \| \| \| \| \| \| \| \| \| \| \| \| \| \| \| \| \| \| \| \| \| \| \| \| \| \| \| \| \| \| \| \| \| \| 25. \| \| \| \| \| \| \| \| \| \| \| \| \| \| \| \| \| \| \| \| \| \| \| \| \| \| \| \| \| \| \| \| \| \| \| \| \| \| \| \| \| \| \| \| \| \| \| \| \| \| \| \| \| \| 6. \| \| \| \| \| \| \| \| \| \| \| \| \| \| \| \| \| \| \| \| \| \| \| \| \| \| \| \| \| \| \| \| \| \| \| \| \| \| \| \| \| \| \| \| \| \| \| \| \| \| \| \| \| \| 26. \| \| \| \| \| \| \| \| \| \| \| \| \| \| \| \| \| \| \| \| \| \| \| \| \| \| \| \| \| \| \| \| \| \| \| \| \| \| \| \| \| \| \| \| \| \| \| \| \| \| \| \| \| \| 13. \| \| \| \| \| \| \| \| \| \| \| \| \| \| \| \| \| \| \| \| \| \| \| \| \| \| \| \| \| \| \| \| \| \| \| \| \| \| \| \| \| \| \| \| \| \| \| \| \| \| \| \| \| \| 27. \| \| \| \| \| \| \| \| \| \| \| \| \| \| \| \| \| \| \| \| \| \| \| \| \| \| \| \| \| \| \| \| \| \| \| \| \| \| \| \| \| \| \| \| \| \| \| \| \| \| \| \| \| \| 3. María de Velasco de la Calle \| \| \| \| \| \| \| \| \| \| \| \| \| \| \| \| \| \| \| \| \| \| \| \| \| \| \| \| \| \| \| \| \| \| \| \| \| \| \| \| \| \| \| \| \| \| \| \| \| \| \| \| \| \| 28. \| \| \| \| \| \| \| \| \| \| \| \| \| \| \| \| \| \| \| \| \| \| \| \| \| \| \| \| \| \| \| \| \| \| \| \| \| \| \| \| \| \| \| \| \| \| \| \| \| \| \| \| \| \| 14. \| \| \| \| \| \| \| \| \| \| \| \| \| \| \| \| \| \| \| \| \| \| \| \| \| \| \| \| \| \| \| \| \| \| \| \| \| \| \| \| \| \| \| \| \| \| \| \| \| \| \| \| \| \| 29. \| \| \| \| \| \| \| \| \| \| \| \| \| \| \| \| \| \| \| \| \| \| \| \| \| \| \| \| \| \| \| \| \| \| \| \| \| \| \| \| \| \| \| \| \| \| \| \| \| \| \| \| \| \| 7. \| \| \| \| \| \| \| \| \| \| \| \| \| \| \| \| \| \| \| \| \| \| \| \| \| \| \| \| \| \| \| \| \| \| \| \| \| \| \| \| \| \| \| \| \| \| \| \| \| \| \| \| \| \| 30. \| \| \| \| \| \| \| \| \| \| \| \| \| \| \| \| \| \| \| \| \| \| \| \| \| \| \| \| \| \| \| \| \| \| \| \| \| \| \| \| \| \| \| \| \| \| \| \| \| \| \| \| \| \| 15. \| \| \| \| \| \| \| \| \| \| \| \| \| \| \| \| \| \| \| \| \| \| \| \| \| \| \| \| \| \| \| \| \| \| \| \| \| \| \| \| \| \| \| \| \| \| \| \| \| \| \| \| \| \| 31. \| \| \| \| \| \| \| \| \| \| \| \| \| \| \| \| \| \| \| \| \| \| \| \| \| \| \| \| \| \| \| \| \| \| \| \| \| \| \| \| \| \| \| \| \| \| \| \| \| \| \| \| | |  |  |  |  |  |  |  |  |  |  |  |  |  |  |  |
| | |  |  |  |  |  |  |  |  |  |  |  |  |  |  |  |
| | 16. Juan de la Piscina y Londoño (hijo de Martín Ramírez de la Piscina, X señor de Montoria y del palacio de Ábalos, y X patrono de la Divisa, Solar y Casa Real de la Piscina) |  |  |  |  |  |  |  |  |  |  |  |  |  |  |  |
| | |  |  |  |  |  |  |  |  |  |  |  |  |  |  |  |
| | |  |  |  |  |  |  |  |  |  |  |  |  |  |  |  |
| | 8. Martín de la Piscina |  |  |  |  |  |  |  |  |  |  |  |  |  |  |  |
| | |  |  |  |  |  |  |  |  |  |  |  |  |  |  |  |
| | |  |  |  |  |  |  |  |  |  |  |  |  |  |  |  |
| | 17. Ocenda Díaz de Ábalos |  |  |  |  |  |  |  |  |  |  |  |  |  |  |  |
| | |  |  |  |  |  |  |  |  |  |  |  |  |  |  |  |
| | |  |  |  |  |  |  |  |  |  |  |  |  |  |  |  |
| | 4. Pedro de la Piscina |  |  |  |  |  |  |  |  |  |  |  |  |  |  |  |
| | |  |  |  |  |  |  |  |  |  |  |  |  |  |  |  |
| | |  |  |  |  |  |  |  |  |  |  |  |  |  |  |  |
| | 18. N. de la Piscina |  |  |  |  |  |  |  |  |  |  |  |  |  |  |  |
| | |  |  |  |  |  |  |  |  |  |  |  |  |  |  |  |
| | |  |  |  |  |  |  |  |  |  |  |  |  |  |  |  |
| | 9. Juana de la Piscina |  |  |  |  |  |  |  |  |  |  |  |  |  |  |  |
| | |  |  |  |  |  |  |  |  |  |  |  |  |  |  |  |
| | |  |  |  |  |  |  |  |  |  |  |  |  |  |  |  |
| | 19. NN. |  |  |  |  |  |  |  |  |  |  |  |  |  |  |  |
| | |  |  |  |  |  |  |  |  |  |  |  |  |  |  |  |
| | |  |  |  |  |  |  |  |  |  |  |  |  |  |  |  |
| | 2. Juan Ramírez de la Piscina y Ábalos |  |  |  |  |  |  |  |  |  |  |  |  |  |  |  |
| | |  |  |  |  |  |  |  |  |  |  |  |  |  |  |  |
| | |  |  |  |  |  |  |  |  |  |  |  |  |  |  |  |
| | 10. N. de Ábalos |  |  |  |  |  |  |  |  |  |  |  |  |  |  |  |
| | |  |  |  |  |  |  |  |  |  |  |  |  |  |  |  |
| | |  |  |  |  |  |  |  |  |  |  |  |  |  |  |  |
| | 5. María de Ábalos |  |  |  |  |  |  |  |  |  |  |  |  |  |  |  |
| | |  |  |  |  |  |  |  |  |  |  |  |  |  |  |  |
| | |  |  |  |  |  |  |  |  |  |  |  |  |  |  |  |
| | 11. NN. |  |  |  |  |  |  |  |  |  |  |  |  |  |  |  |
| | |  |  |  |  |  |  |  |  |  |  |  |  |  |  |  |
| | |  |  |  |  |  |  |  |  |  |  |  |  |  |  |  |
| | 1. Juan Ramírez de Velasco, XVII gobernador del Tucumán y XXIII gobernador del Río de la Plata y del Paraguay                                                                   |  |  |  |  |  |  |  |  |  |  |  |  |  |  |  |
| | |  |  |  |  |  |  |  |  |  |  |  |  |  |  |  |
| | |  |  |  |  |  |  |  |  |  |  |  |  |  |  |  |
| | 24. |  |  |  |  |  |  |  |  |  |  |  |  |  |  |  |
| | |  |  |  |  |  |  |  |  |  |  |  |  |  |  |  |
| | |  |  |  |  |  |  |  |  |  |  |  |  |  |  |  |
| | 12. |  |  |  |  |  |  |  |  |  |  |  |  |  |  |  |
| | |  |  |  |  |  |  |  |  |  |  |  |  |  |  |  |
| | |  |  |  |  |  |  |  |  |  |  |  |  |  |  |  |
| | 25. |  |  |  |  |  |  |  |  |  |  |  |  |  |  |  |
| | |  |  |  |  |  |  |  |  |  |  |  |  |  |  |  |
| | |  |  |  |  |  |  |  |  |  |  |  |  |  |  |  |
| | 6. |  |  |  |  |  |  |  |  |  |  |  |  |  |  |  |
| | |  |  |  |  |  |  |  |  |  |  |  |  |  |  |  |
| | |  |  |  |  |  |  |  |  |  |  |  |  |  |  |  |
| | 26. |  |  |  |  |  |  |  |  |  |  |  |  |  |  |  |
| | |  |  |  |  |  |  |  |  |  |  |  |  |  |  |  |
| | |  |  |  |  |  |  |  |  |  |  |  |  |  |  |  |
| | 13. |  |  |  |  |  |  |  |  |  |  |  |  |  |  |  |
| | |  |  |  |  |  |  |  |  |  |  |  |  |  |  |  |
| | |  |  |  |  |  |  |  |  |  |  |  |  |  |  |  |
| | 27. |  |  |  |  |  |  |  |  |  |  |  |  |  |  |  |
| | |  |  |  |  |  |  |  |  |  |  |  |  |  |  |  |
| | |  |  |  |  |  |  |  |  |  |  |  |  |  |  |  |
| | 3. María de Velasco de la Calle |  |  |  |  |  |  |  |  |  |  |  |  |  |  |  |
| | |  |  |  |  |  |  |  |  |  |  |  |  |  |  |  |
| | |  |  |  |  |  |  |  |  |  |  |  |  |  |  |  |
| | 28. |  |  |  |  |  |  |  |  |  |  |  |  |  |  |  |
| | |  |  |  |  |  |  |  |  |  |  |  |  |  |  |  |
| | |  |  |  |  |  |  |  |  |  |  |  |  |  |  |  |
| | 14. |  |  |  |  |  |  |  |  |  |  |  |  |  |  |  |
| | |  |  |  |  |  |  |  |  |  |  |  |  |  |  |  |
| | |  |  |  |  |  |  |  |  |  |  |  |  |  |  |  |
| | 29. |  |  |  |  |  |  |  |  |  |  |  |  |  |  |  |
| | |  |  |  |  |  |  |  |  |  |  |  |  |  |  |  |
| | |  |  |  |  |  |  |  |  |  |  |  |  |  |  |  |
| | 7. |  |  |  |  |  |  |  |  |  |  |  |  |  |  |  |
| | |  |  |  |  |  |  |  |  |  |  |  |  |  |  |  |
| | |  |  |  |  |  |  |  |  |  |  |  |  |  |  |  |
| | 30. |  |  |  |  |  |  |  |  |  |  |  |  |  |  |  |
| | |  |  |  |  |  |  |  |  |  |  |  |  |  |  |  |
| | |  |  |  |  |  |  |  |  |  |  |  |  |  |  |  |
| | 15. |  |  |  |  |  |  |  |  |  |  |  |  |  |  |  |
| | |  |  |  |  |  |  |  |  |  |  |  |  |  |  |  |
| | |  |  |  |  |  |  |  |  |  |  |  |  |  |  |  |
| | 31. |  |  |  |  |  |  |  |  |  |  |  |  |  |  |  |
| | |  |  |  |  |  |  |  |  |  |  |  |  |  |  |  |
| | |  |  |  |  |  |  |  |  |  |  |  |  |  |  |  |